# 브라운 요새
브라운 요새(Fort Brown)는 19세기 후반에서 20세기 초반까지 미합중국 군대가 텍사스에 세운 요새이다.

## 개요
1846년, 재커리 테일러 장군의 명령으로 조셉 K. 맨스필드 대위가 800명의 병력을 수용할 수 있는 리오그란데강 북쪽에 별모양의 토성으로 만든 곳으로 처음에는 ‘텍사스 요새’(Fort Texas)라고 불렀다. 재커리 장군의 명령으로 마타모로스 시를 공략할 수 있도록 했다. 이듬 해, 이 요새는 멕시코-미국 전쟁에 불을 당기는 역할을 하게 된다. 텍사스 요새 포위전을 펼치는 동안 재이콥 브라운 소령을 포함한 두 명의 미국인이 사망하였다. 그를 기리기 위해 재커리 테일러 장군은 이 요새의 이름을 ‘브라운 요새’(Fort Brown)라고 개명했다. 1849년, 텍사스주 브라운즈빌은 이 요새의 터전에서 멀지 않은 곳에 세워졌다.

## 갤러리

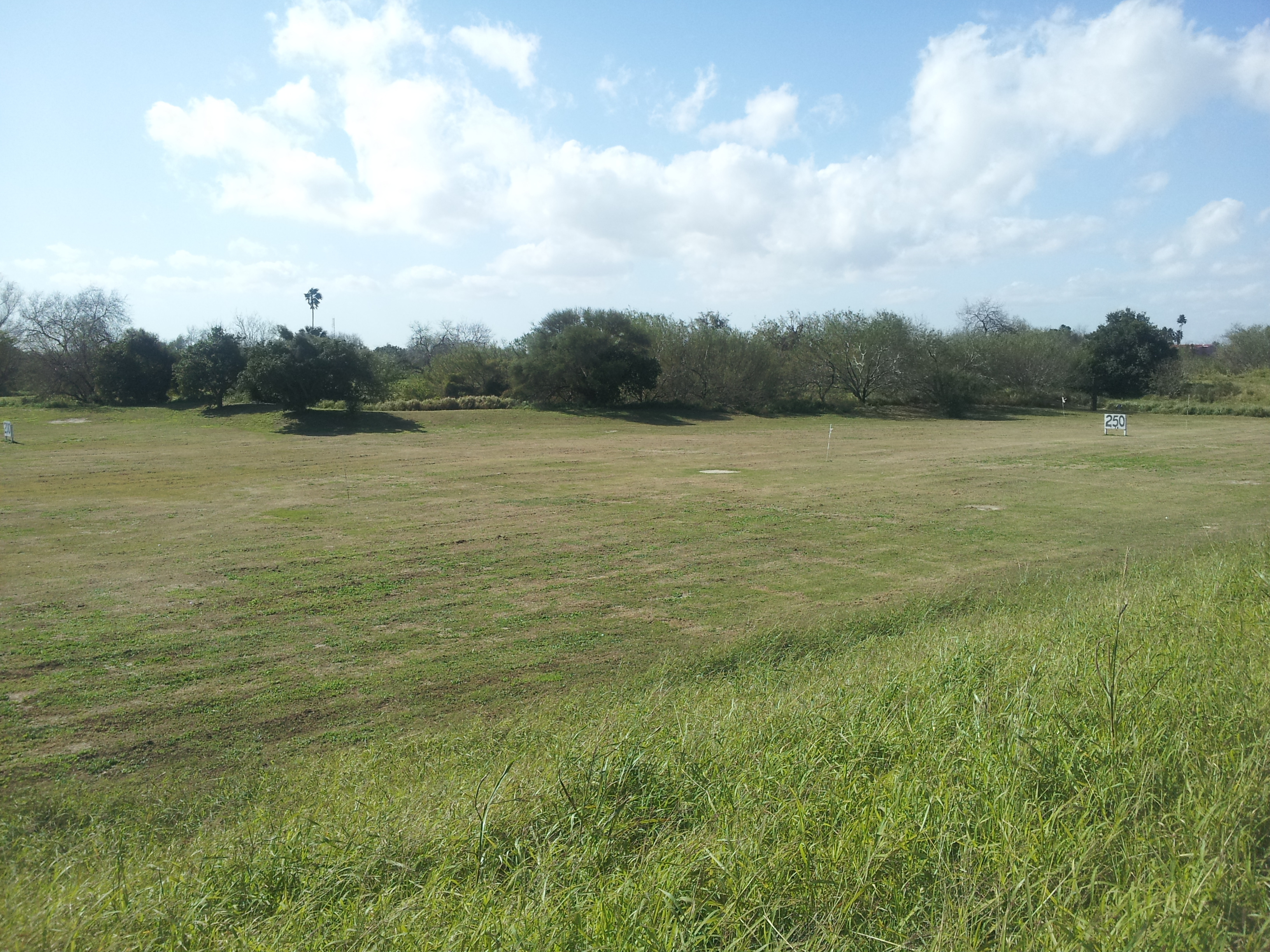
브라운 요새 기념 골프 코스의 주변 외형
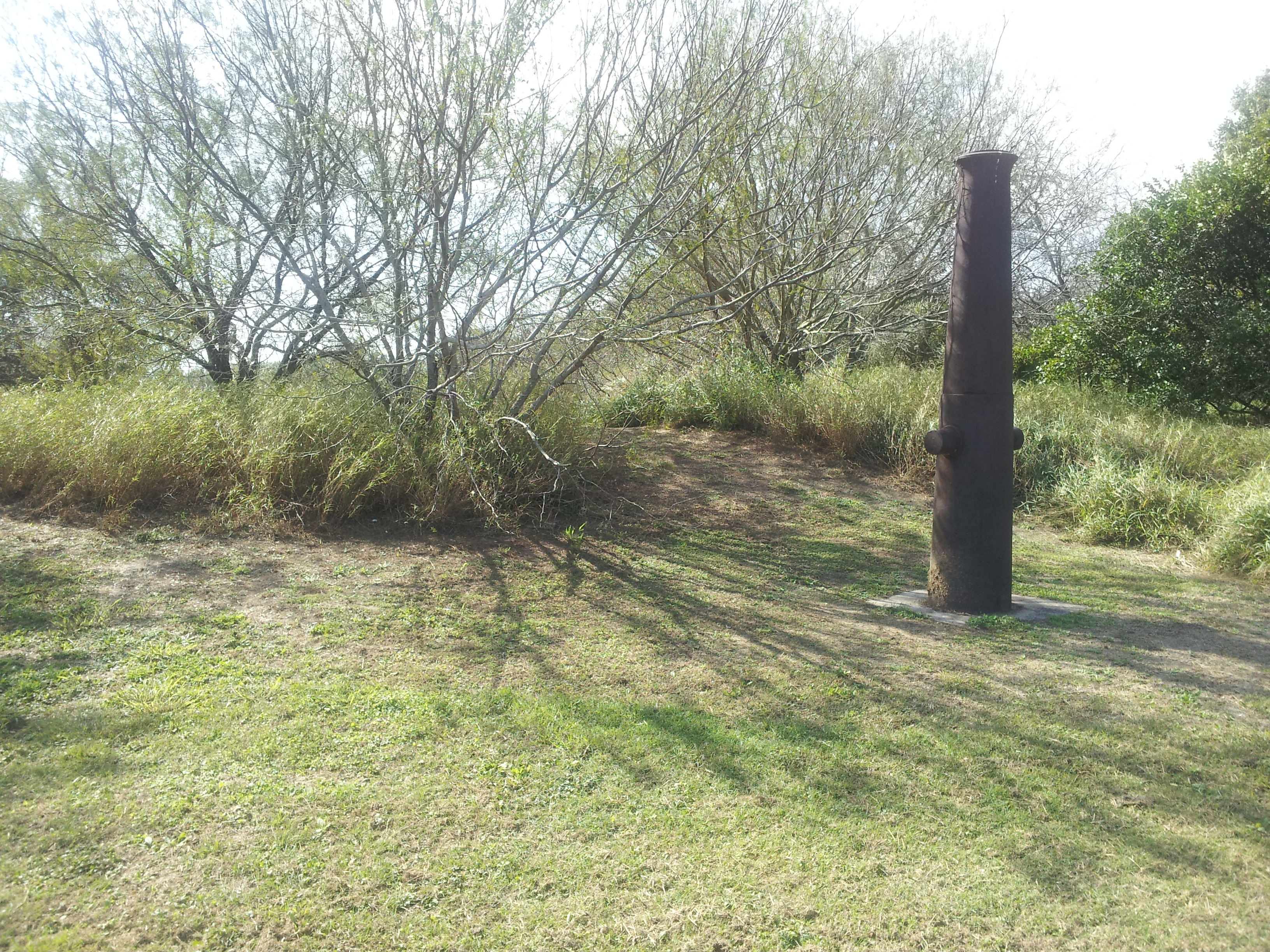
브라운 전몰 기념비
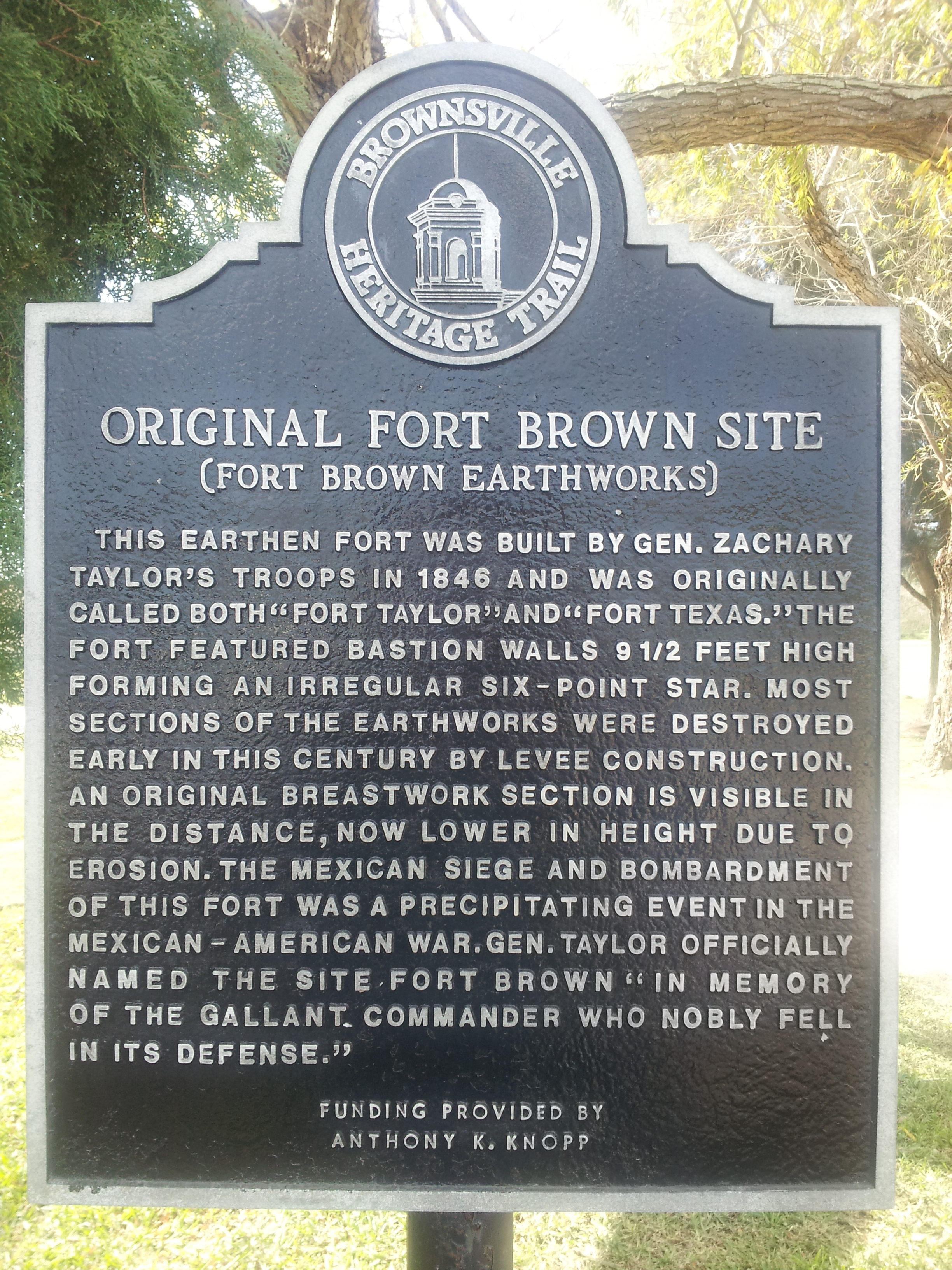
텍사스 사적 표지석
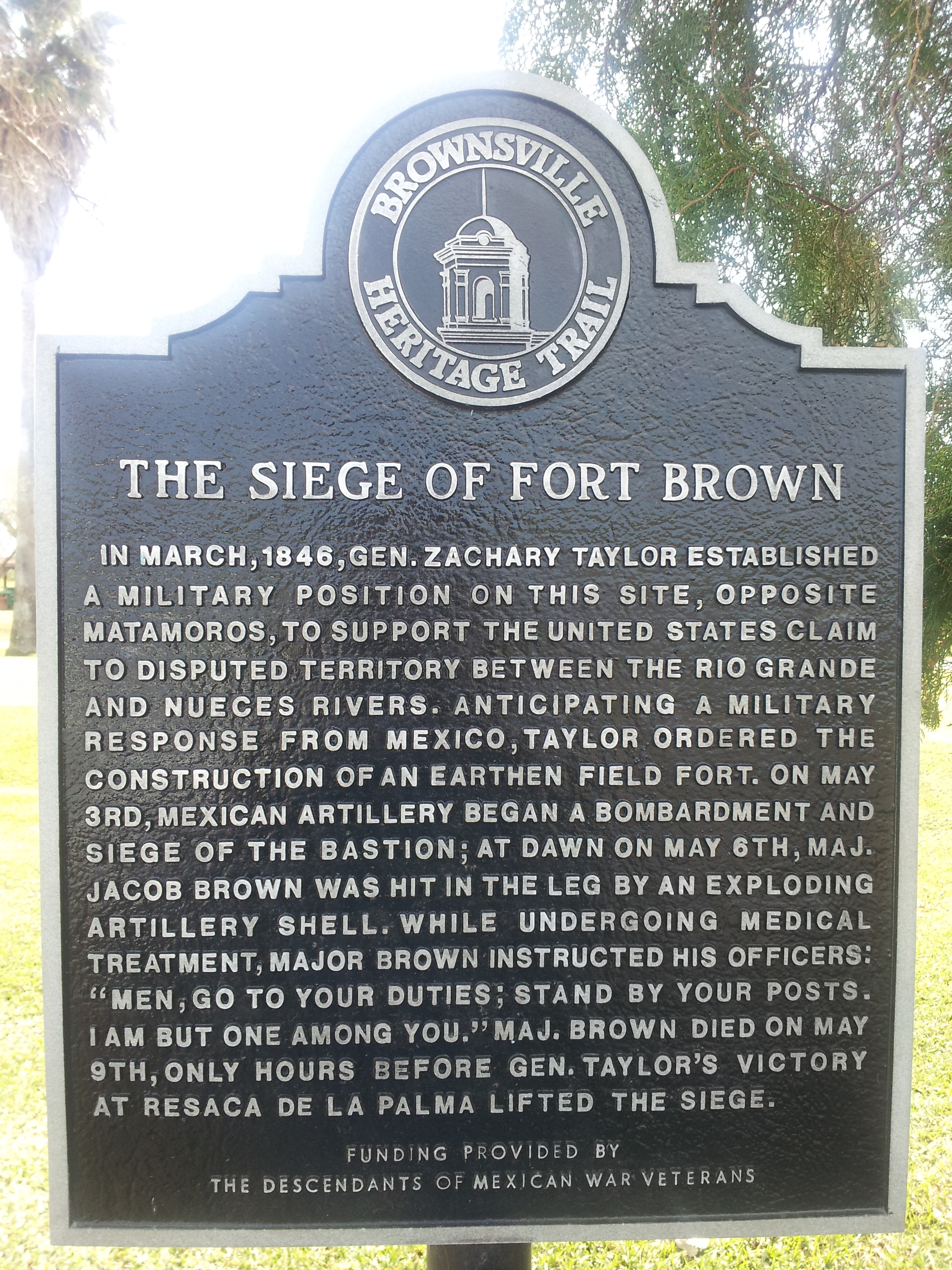
텍사스 사적 표지석
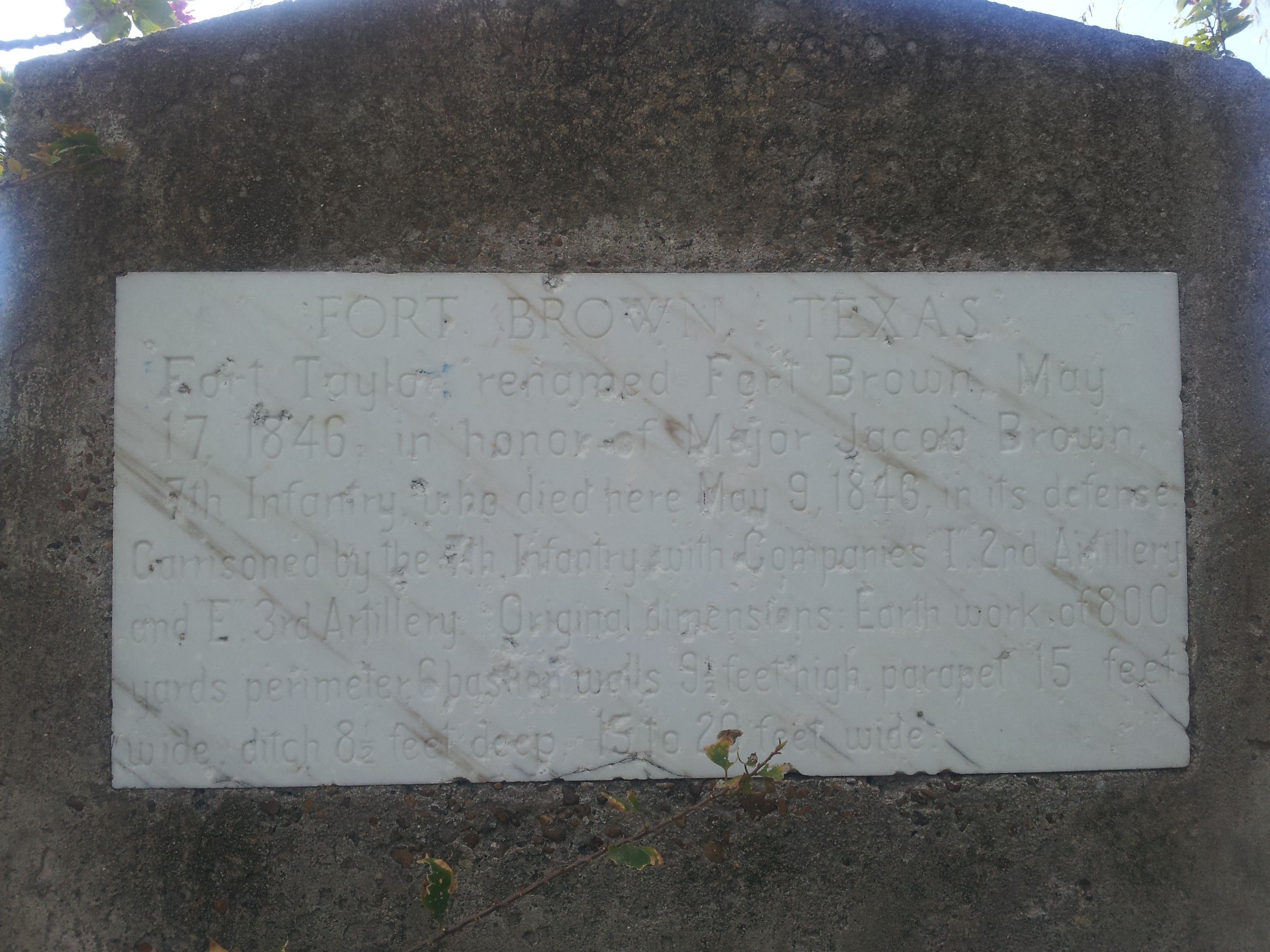
요새의 규모를 설명하는 사적 표지석